# Służba wojskowa osób LGBT
     Wszystkie osoby LGBT mogą pełnić służbę wojskową
     Mężczyźni homoseksualni, biseksualni i transpłciowi (GBT) mogą służyć w wojsku
     Osoby homoseksualne i biseksualne (LGB) mogą służyć
     Mężczyźni homoseksualni i biseksualni (GB) mogą służyć
     Przepisy nie są jednoznaczne lub są warunkowe w kwestii służby wojskowej osób LGBT
     Osoby LGBT nie mogą służyć w wojsku
     Brak danych dotyczących służby wojskowej przez osoby LGBT
     Kraj nie ma wojska

Wszystkie osoby LGBT mogą pełnić służbę wojskową
Mężczyźni homoseksualni, biseksualni i transpłciowi (GBT) mogą służyć w wojsku
Osoby homoseksualne i biseksualne (LGB) mogą służyć
Mężczyźni homoseksualni i biseksualni (GB) mogą służyć
Przepisy nie są jednoznaczne lub są warunkowe w kwestii służby wojskowej osób LGBT
Osoby LGBT nie mogą służyć w wojsku
Brak danych dotyczących służby wojskowej przez osoby LGBT
Kraj nie ma wojska

Orientacja seksualna a służba wojskowa – armie poszczególnych państw stosowały i stosują różną politykę w stosunku do żołnierzy i rekrutów o homoseksualnej i biseksualnej orientacji psychoseksualnej, a także do osób transpłciowych. W niektórych krajach geje lub lesbijki, którzy nie ukrywają swojej orientacji seksualnej, mogą odbywać służbę wojskową; inne państwa nie dają im takiej możliwości. Wiele państw nie reguluje wyraźnie tej kwestii w swoim prawie wojskowym.

## Stan prawny

### LGBT
Wszystkie osoby LGBT mogą służyć w następujących państwach (w nawiasach podano rok wprowadzenia tej możliwości, jeśli jest znany):

- Australia (1992)
- Izrael (1993)
- Kanada (1992)
- Szwecja (1976)
- Wielka Brytania (2000)
- Stany Zjednoczone (2021)

### GBT
Państwa, w których geje, osoby biseksualne lub transpłciowe mogą służyć w wojsku:

- Belgia (2004)
- Czechy (1999)
- Holandia (1973)
- Tajlandia (2005)

### LGB
Państwa, w których lesbijki, geje i biseksualiści mogą służyć w wojsku:

- Dania (1978)
- Czechy (1999)
- Filipiny
- Finlandia
- Francja
- Niemcy (2001)
- Norwegia (1979)
- Nowa Zelandia (1993)
- Węgry (2002)
- Polska

### GB
Państwa, w których mężczyźni homo- i biseksualni mogą służyć w wojsku:

- Austria
- Bahamy
- Bułgaria (2004)
- Chorwacja
- Estonia
- Hiszpania
- Irlandia
- Kolumbia (1999)
- Litwa
- Peru (2004)
- Portugalia (1999)
- Południowa Afryka (1996)
- Rumunia
- Salwador
- Słowenia
- Szwajcaria (1992)
- Watykan (Gwardia Szwajcarska) (1992)
- Republika Chińska (2002)
- Urugwaj
- Włochy

### Brak możliwości służby
Państwa, w których osoby LGBT nie mogą odbywać służby wojskowej to:

- Afganistan
- Algieria
- Antigua i Barbuda
- Arabia Saudyjska
- Bahrajn
- Bangladesz
- Barbados
- Belize
- Bhutan
- Białoruś
- Birma
- Boliwia (do roku 2015)
- Botswana
- Brunei
- Cypr
- Cypr Północny
- Dominika
- Dominikana
- Egipt
- Fidżi
- Gambia
- Grecja
- Haiti
- Honduras
- Indie
- Indonezja
- Irak
- Iran
- Jamajka
- Jemen
- Kamerun
- Kazachstan
- Kenia
- Korea Południowa
- Katar
- Kuba
- Kuwejt
- Lesotho
- Libia
- Liban
- Malediwy
- Malezja
- Mauretania
- Mozambik
- Namibia
- Nigeria
- Oman
- Pakistan
- Papua-Nowa Gwinea
- Sahara Zachodnia
- Saint Kitts i Nevis
- Serbia
- Seszele
- Sierra Leone
- Singapur
- Somalia
- Somaliland
- Sri Lanka
- Eswatini
- Sudan
- Sudan Południowy
- Syria
- Tanzania
- Trynidad i Tobago
- Turcja
- Uganda
- Zambia
- Zimbabwe
- Zjednoczone Emiraty Arabskie

### Kraje bez armii
Służba wojskowa nie jest możliwa dla nikogo z powodu braku armii w następujących krajach i terytoriach:

- Andora
- Grenada
- Islandia
- Kiribati
- Kostaryka
- Liechtenstein
- Mauritius*
- Mikronezja
- Monako
- Nauru
- Palau
- Panama
- Saint Lucia
- Saint Vincent i Grenadyny
- Samoa
- Tuvalu
- Vanuatu
- Wyspy Marshalla
- Wyspy Salomona

## LGBT Military Index

Gen. Tammy Smith (po prawej) z żoną Tracey Hepner.

LGBT Military Index jest wskaźnikiem sytuacji osób LGBT w służbie wojskowej, autorstwa think tanku „The Hague Centre for Strategic Studies”, inaczej HCSS. Indeks skupia się na pięciu aspektach:
- integracja (ang. inclusion)
- pobór (ang. admission)
- wyrozumiałość/tolerancja (ang. tolerance)
- wykluczenie (ang. exclusion)
- prześladowanie/szykanowanie (ang. persecution)

Kraje o najwyższym wskaźniku (rok 2014) to:
- Australia (wynik 100)
- Szwecja (wynik 98)
- Wielka Brytania (wynik 98)
- Holandia (wynik 97)
- Nowa Zelandia (wynik 95)

Kraje o najniższym wskaźniku (na rok 2014) to:
- Nigeria (wynik 3)
- Iran (wynik 6)
- Syria (wynik 7)
- Zimbabwe (wynik 9)
- Ghana (wynik 10)

## „Don’t ask, don’t tell”

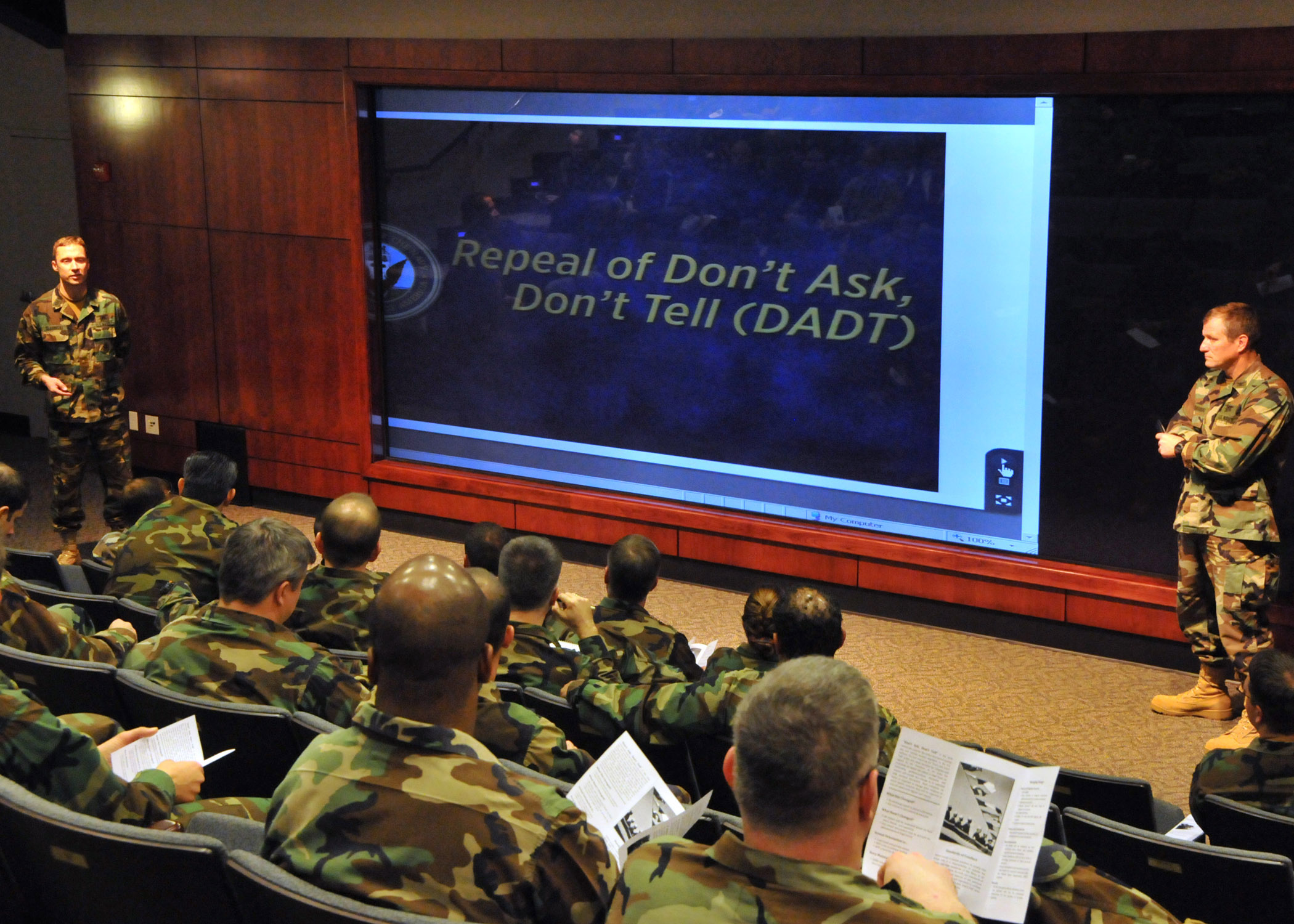
Kapitan Timothy G. Szymanski i Master Chief Marynarki USA Britt K. Slabinski prowadzą szkolenie na temat odwołania Don’t ask, don’t tell.

W Stanach Zjednoczonych służba wojskowa osób LGBT w latach 1993–2011 była teoretycznie możliwa, jednak w tamtym czasie istniało prawo „Don’t ask don’t tell” (ang. „Nie pytaj, nie mów”, DADT). Polegało ono na tym, iż kandydaci do służby wojskowej mieli zachować swoją orientację w tajemnicy, a dowódcom wojskowym zakazano pytania się o seksualność żołnierzy. Szacuje się, że wskutek egzekwowania prawa, pracę straciło około 17 tysięcy osób. Kalifornijski sąd federalny orzekł w październiku 2010 roku, że prawo jest niezgodne z konstytucją USA; 15 grudnia Izba Reprezentantów przyjęła ustawę znoszącą DADT. Weszła ona w życie w roku 2011.